# Dunai ingola
A dunai ingola (Eudontomyzon mariae) az ingolák (Cephalaspidomorphi) osztályának az ingolaalakúak (Petromyzoniformes) rendjéhez, ezen belül az ingolafélék (Petromyzontidae) családjához tartozó faj.

## Elterjedése
A dunai ingola a Duna vízrendszerében, Oroszország folyóiban és a Fekete-tengerbe ömlő más folyókban (Prut, Dnyeszter, Dnyeper, Don, Kubán) él. Magyarországon védett!

## Megjelenése
A felső állkapcsi lemez széles, mindkét oldalán egy-egy nagy foggal. Az alsó állkapcsi lemezen 5-10 (többnyire 7-8) fog van. A szájkorong csak kevés külső és belső ajakfoggal rendelkezik. A korong alsó felén hiányzik a sertés rész, amely a tiszai ingolánál megvan. Az elülső nyelvlemez közepén nincs beszögellés, elülső peremén 5 fog ül: középen egy nagyobb és szélesebb, hozzá jobbról és balról két-két kis fogacska csatlakozik. A kifejlett példányoknál a két hátúszó az ivarérettségtől függően külön-külön vagy egymással érintkezve helyezkedik el. E fajnál a test elülső vége a legvaskosabb. A kifejlett dunai ingolák felül fémesen csillogó sötétkékek, oldalaik világosbarnásak, a hasoldalai ezüstösen csillognak. Az előfordulási helytől függően ismertek olyan példányok is, melyek háta és oldalai csaknem feketék. A lárvák barnásak, hátoldaluk sötétebb; oldalaikon néha nagy, sötét foltok vannak, amelyek világos alapon mozaikszerűen helyezkednek el. Testhossza 18-21 centiméter. A lárvák nagyobbak.

## Szaporodása
A dunai ingola június–júliusban ívik, az állatok röviddel ezután, mint valamennyi ingolánál, elpusztulnak.